# Митрополит карловачки Мојсије
Мојисије Путник (Нови Сад, 25. март 1728 — Беч, 28. јун 1790) је био српски православни митрополит карловачки од 1781. до 1790. године.

## Биографија
Потиче од старе српске племићке породице са Косова, која је добила угарско племство 1621. године. Један од његових потомака био је српски војвода Радомир Путник. Рођен је на празник Благовести, од оца Албула и мајке Милице. Описменио се у Карловцима код учитеља Петра Рајковића.
Рукоположен је за ђакона у саборној цркви Св. Николе у Карловцима 15. августа 1746. године. Ступио је у службу код патријарха српског Арсенија IV. Постао је архиђакон исто у Карловцима 4. октобра 1749. године. Пострижен је и ступио у монашки чин 1. новембра 1749. године у манастиру Раковцу. Јавља се од 11. априла 1753. године као архијерејски и митрополијски протосинђел у братству фрушкогорског манастира Раковца. Он је већ 1754. године архимандрит раковачки.
На трону епископском у Бачкој, налазио се 1757-1774. године. Основао је 1765. године у Новом Саду Богословску школу (за клирике и парохе) у којој је предавао ковиљски архимандрит Јован Рајић. Владика је био "протектор" Рајићев у његовој младости. Када је 1768. године умро митрополит Павле Ненадовић изабрали са га епископи за администратор митрополије, али га државна власт није хтела признати. Затим је постао темишварски епископ са столицом у Темишвару 1774-1781. године. Био је на челу српске Карловачке митрополије у Аустрији 1781-1790. године. Био је веома учен јерарх, наклоњен просвети. За време његове управе Митрополијом цар Јосиф II издао је Патент о толеранцији (равноправности) православне и римокатоличке вере, али укинуо 700 православних манастира са 20.000 монаха.
Послао је талентованог уметника Захарија Орфелина са препоруком, да се усавршава код Курцбека у Бечу. Године 1786. митрополит Мојсије је учествовао у именовања за владику Петра I Цетињског.
У његово време вођен рат Турско-аустријски рат (1787—1792), умро је цар Јосиф II, а наследио га је Леополд II. Затражио је од владара да одобри одржавање Темишварског црквено-народног сабора у јесен 1790. године.
Умро је почетком лета 1790. године. Сахрањен је у Сент Андреји у Успењској цркви.